# Wielersport op de Gemenebestspelen 1990
Wielersport is een van de sporten die beoefend werden tijdens de Gemenebestspelen 1990 in Auckland, Nieuw-Zeeland. Dit was de eerste editie dat er ook onderdelen voor vrouwen op de kalender stonden. In totaal werden wedstrijden verreden op elf onderdelen, acht bij de mannen en drie voor vrouwen. De wegwedstrijd bij de mannen was 173 kilometer lang en bij de vrouwen 72 kilometer. Het medailleklassement werd gewonnen door gastland Nieuw-Zeeland met zes gouden en een totaal van twaalf medailles. De Australiërs wonnen eveneens twaalf medailles, maar twee gouden minder dan de renners uit Nieuw-Zeeland. Alle medailles werden gewonnen door renners uit Engelstalige landen.

## Uitslagen

### Mannen
| Discipline           | Goud                                                                    | Zilver                                                             | Brons                                                              |
| Baan                 | Baan                                                                    | Baan                                                               | Baan                                                               |
| -------------------- | ----------------------------------------------------------------------- | ------------------------------------------------------------------ | ------------------------------------------------------------------ |
| Achtervolging        | Gary Anderson                                                           | Mark Kingsland                                                     | Darren Winter                                                      |
| Ploegenachtervolging | Nieuw-Zeeland Gary Anderson Nigel Donnelly Glenn McLeay Stuart Williams | Australië Brett Aitken Steve McGlede Shaun O'Brien Darren Winter   | Engeland Chris Boardman Simon Lillistone Bryan Steel Glen Sword    |
| Puntenkoers          | Robert Burns                                                            | Craig Connell                                                      | Alistair Irvine                                                    |
| Scratch              | Gary Anderson                                                           | Shaun O'Brien                                                      | Steve McGlede                                                      |
| Sprint               | Gary Neiwand                                                            | Curt Harnett                                                       | Jon Andrews                                                        |
| Tijdrit              | Martin Vinnicombe                                                       | Gary Anderson                                                      | Jon Andrews                                                        |
| Weg                  |                                                                         |                                                                    |                                                                    |
| Ploegentijdrit       | Nieuw-Zeeland Brian Fowler Graeme Miller Ian Richards Gavin Stevens     | Canada Christopher Koberstein David Spears Peter Verhesen Sean Way | Engeland Chris Boardman Peter Longbottom Ben Luckwell Wayne Randle |
| Wegwedstrijd         | Graeme Miller                                                           | Brian Fowler                                                       | Scott Goguen                                                       |

### Vrouwen
| Discipline    | Goud           | Zilver        | Brons            |
| Baan          | Baan           | Baan          | Baan             |
| ------------- | -------------- | ------------- | ---------------- |
| Achtervolging | Madonna Harris | Kathy Watt    | Kelly-Ann Way    |
| Sprint        | Louise Jones   | Julie Speight | Sue Golder       |
| Weg           |                |               |                  |
| Wegwedstrijd  | Kathryn Watt   | Lisa Brambani | Kathleen Shannon |

## Medaillespiegel
| Plaats | Land          | Goud | Zilver | Brons | Totaal |
| 1      | Nieuw-Zeeland | 6    | 3      | 3     | 12     |
| 2      | Australië     | 4    | 5      | 3     | 12     |
| 3      | Wales         | 1    | 0      | 0     | 1      |
| 4      | Canada        | 0    | 2      | 2     | 4      |
| 5      | Engeland      | 0    | 1      | 2     | 3      |
| 6      | Noord-Ierland | 0    | 0      | 1     | 1      |
| Totaal | Totaal        | 11   | 11     | 11    | 33     |

1934 · 1938 · 1950 · 1954 · 1958 · 1962 · 1966 · 1970 · 1974 · 1978 · 1982 · 1986 · 1990 · 1994 · 1998 · 2002 · 2006 (baan - weg) · 2010 · 2014 · 2018 · 2022 · 2026
Atletiek · Badminton · Boksen · Bowls · Gewichtheffen · Judo · Ritmische gymnastiek · Schietsport · Schoonspringen · Synchroonzwemmen · Turnen · Wielersport · Zwemmen